# Geogepa
Geogepa là một chi bướm đêm thuộc phân họ Tortricinae của họ Tortricidae.

## Các loài
- Geogepa malacotorna (Meyrick, 1931)
- Geogepa monticola Jinbo, 2004
- Geogepa nigropunctata Kawabe, 1985
- Geogepa pedaliota (Meyrick, 1936)
- Geogepa promiscua Razowski, 1977
- Geogepa stenochorda (Diakonoff, 1948)
- Geogepa zeuxidia Razowski, 1977